# Gare de Rupt-sur-Moselle
La gare de Rupt-sur-Moselle était une gare ferroviaire française de la ligne d'Épinal à Bussang, située sur le territoire de la commune de Rupt-sur-Moselle, dans le département des Vosges en Lorraine.
La commune est desservie par un service de cars TER Lorraine (Ligne 8).

## Situation ferroviaire
Établie à 425 mètres d'altitude, la gare de Rupt-sur-Moselle était située au point kilométrique (PK) 39,869 de la ligne d'Épinal à Bussang, entre les gares de Maxonchamp (fermée) et de Ferdrupt (fermée).

## Histoire
La section de ligne, entre Remiremont (gare ouverte la plus proche) et l'ancien terminus de Bussang, a été déclassée le 15 novembre 1993 du PK 27,607 au PK 60,302 (ancienne fin de ligne). Les installations ont ensuite été déposées et la plate-forme transformée en Voie verte des Hautes-Vosges.
La gare a été transformée en "Rupt Info Tourisme", une antenne de l'office du tourisme du Thillot.

## Service des voyageurs
Il n'y a plus de desserte ferroviaire, la gare la plus proche est Remiremont. Un service de cars TER Lorraine (ligne 8 : Remiremont - Bussang) dessert la commune.